# 卡尔·本特斯特伦
卡尔·本特斯特伦（瑞典語：Carl Bengtström，2000年1月13日—），瑞典男子田径运动员，2022年世界室内田径锦标赛男子400米铜牌得主、2023年欧洲室内田径锦标赛男子400米铜牌得主、2024年欧洲田径锦标赛男子400米栏铜牌得主。